# Стартекс (Јужна Каролина)
Стартекс (енгл. Startex) насељено је место без административног статуса у америчкој савезној држави Јужна Каролина.

## Демографија
По попису из 2010. године број становника је 859, што је 129 (-13,1%) становника мање него 2000. године.
| Група             | 2000.       | 2010.       |
| Белци             | 849 (85,9%) | 751 (87,4%) |
| Афроамериканци    | 114 (11,5%) | 55 (6,4%)   |
| Азијати           | 4 (0,4%)    | 7 (0,8%)    |
| Хиспаноамериканци | 21 (2,1%)   | 38 (4,4%)   |
| Укупно            | 988         | 859         |